# みずほ (巡視船・2代)
「みずほ」（PLH-41）は、海上保安庁の巡視船。分類上はPLH（Patrol vessel Large with Helicopters）、公称船型はヘリコプター2機搭載型。建造費用は約154億円。船名は日本の呼称（雅称）である「瑞穂」に由来する。

## 来歴
1979年、国際海事機関（IMO）で海上捜索救難に関する国際条約（SAR条約）が採択された。これに基づき、日本とアメリカ合衆国とで「日本国政府とアメリカ合衆国政府との間の海上における捜索及び救助に関する協定」（日米SAR協定）が締結され、日本の分担区域は北緯17度線以上、東経165度線以西という広大な海域となった。これに対応し海上保安庁では昭和57年度より「広域哨戒体制の整備」に着手していたが、この一環として昭和58・61年度計画で1隻ずつ建造されたのが初代みずほ型であった。
同型は従来のつがる型（ヘリコプター1機搭載型PLH）を大幅に上回る航続力と航空運用能力によって活躍したが、老朽化に伴って代船が必要となっていた。これを代替して海上での警備救難といった普遍的な海上保安業務に加えて、尖閣諸島や小笠原諸島といった離島・遠隔海域での現場指揮船としての事案対応、またヘリコプターを活用した哨戒・捜索救難などへの投入を想定して、平成27年度補正計画で建造されたのが本船である。

## 設計
平成10年代中盤の海上保安庁は高速巡視船艇の陣容を整えるために高速高機能大型巡視船の建造を進めていたが、これらの巡視船は所定の高速性能を確保する目的から高速船型とウォータージェット推進器の組み合わせを採用していた。しかしこれらの高速船型では動揺周期が短く減揺タンクでも十分な効果を期待できないうえに、横揺角に比例して横方向の加速度が大きくなる傾向があり長期行動で乗員への負担が大きかった。一方従来の排水量型船型では横揺れ周期は比較的長い一方で、同じ主機出力では所定の速力を達成できないという課題があった。
このことから平成21年度補正計画から建造を開始した1,000トン型PLであるくにがみ型巡視船では、船体長を伸ばしたり船体形状を工夫することで抵抗の低減が図られており、以後の排水量型大型巡視船のベースとなった。本型でも基本的には同型をもとに先代みずほ型と同規模まで拡大するとともに、航空運用能力を付与した設計とされている。また民間において従来の主機よりも小型軽量で大出力の新型主機が開発されたことも、本型の速力向上に大きく貢献しているとされていた。
主機はIHI原動機ニイガタ12MG28AHX（単機6,000馬力）ディーゼル機関を4基搭載したCODAD方式を採用しており、合計出力は24,000馬力となっている。推進器は2軸の可変ピッチ・プロペラを採用した。またマルポール条約附属書VIで規定されたNOx 3次規制に対応する必要から、選択触媒還元脱硝装置（SCR）を搭載する。

## 装備
兵装は70口径40mm単装機関砲と20mm多砲身機関砲を搭載する。このうち70口径40mm単装機銃については、従来使用されてきたMk.3の進化モデルであるMk.4が採用されており、発射速度は1割ほど減じているが初速や射程は変わらず、それでいて砲塔はコンパクトになり重量も大幅に軽減されている。
また遠隔放水銃および停船命令等表示装置、遠隔監視採証装置も搭載される。
本船では巡視艇など他船への支援能力を備えており、片舷あたり4ヶ所ずつの係留ポスト（許容荷重14.7トン）を設置するとともに、給電（計6ヶ所）・給水（計2ヶ所）・給油（計2ヶ所）用の諸設備が両舷に配されている。多目的クレーンも他船への補給物件の移送にも使用できる。船内には大型化された清水タンクと、独立した補給用燃料タンクが設けられている。
ヘリコプターは当初より現有機を使用するとされており、先代「みずほ」の搭載機であったベル 412（MH714・MH756）が搭載されている。ただしいずれも機齢が四半世紀を超えたベテラン機であるため、遠からず更新が必要となるものと考えられている。つがる型（ヘリコプター1機搭載型）と同じシコルスキー S-76Dへの更新が検討されていたほか、れいめい型と同様に、2機搭載可能なキャパシティを保ちつつも搭載定数は1機として運用する可能性も指摘されていたが、2022年6月にSUBARUへSUBARU ベル412EPXを発注しており、今後2023年度にかけて予算を確保し、ベル412EPを搭載する本船と「やしま」の搭載機を更新するものとみられる（搭載機となるかは確定されていない）。
搭載機のベル412EP型は「MH756」が2024（令和6）年2月28日解役、「MH906」が同年6月に巡視船「やしま」へ配属替えとなり、同年3月4日にシコルスキーS-76D型の「MH921」（登録記号JA921B、製造番号761079、愛称を「いせたか1号」に変更）が広島基地から配属替え、同年6月25日には新規登録のシコルスキーS-76D型「MH923」（登録記号JA923B、製造番号761083、愛称「いせたか2号」）がそれぞれ配属されて搭載機の機種が変更されている。
| 機種             | 機番  | 愛称        | 配属期間                            | 備考 |
| ---------------- | ----- | ----------- | ----------------------------------- | --- |
| ベル412          | MH714 | いせたか1号 | 2019年7月5日～2021年3月9日          | 初代「みずほ」から配属替え |
| ベル412          | MH756 | いせたか2号 | 2019年7月5日～2024年2月28日（解役） | 初代「みずほ」から配属替え |
| ベル412          | MH906 | いせたか1号 | 2021年3月9日～2024年6月25日         | （1）2021年3月9日MH714広島航空基地配属替えに伴い広島航空基地から配属替え、 （2）2024年6月25日MH923配属に伴い巡視船「やしま」へ配属替え |
| シコルスキー 76D | MH921 | いせたか1号 | 2024年2月28日～                     | 広島航空基地配属機愛称「せとたか」配属替え、ＭH756解役                                                                                 |
| シコルスキー 76D | MH923 | いせたか2号 | 2024年6月25日～                     | 新規配属に伴いMH906は巡視船「やしま」へ配属替え                                                                                        |

## 船歴
2019年8月22日、名古屋海上保安部（第四管区）に配属。
上記の通り、当初は初代「みずほ」の代船として計画されていたが、昨今の情勢変化により、同船は「ふそう」と船名を変更して配備を継続することになったため、代替ではなく増強配備となった。また2番船の建造も期待されていたが、海上保安庁を取り巻く環境が想定以上に大きく変化したこともあって不透明となった。その後、令和4年（2022年）度補正計画において、本船をベースにした「国際業務対応・練習船」が盛り込まれ、令和8年（2026年）度の就役が見込まれている。また続く令和5年（2023年）度補正計画でも「やしま」の代船として本船と同じ6,000トン型PLHの建造が盛り込まれ、令和9年（2027年）度就役予定となっている。